# Tuplice (gemeente)
De gemeente Tuplice is een landgemeente in het Poolse woiwodschap Lubusz, in powiat Żarski.
De zetel van de gemeente is in Tuplice.
Op 30 juni 2004 telde de gemeente 3308 inwoners.

## Oppervlakte gegevens
In 2002 bedroeg de totale oppervlakte van gemeente Tuplice 65,89 km², waarvan:
- agrarisch gebied: 34%
- bossen: 54%

De gemeente beslaat 4,73% van de totale oppervlakte van de powiat.

## Demografie
Stand op 30 juni 2004:
| Omschrijving                   | Totaal | Totaal | Vrouwen | Vrouwen | Mannen | Mannen |
| ------------------------------ | ------ | ------ | ------- | ------- | ------ | ------ |
| eenheid                        | aantal | %      | aantal  | %       | aantal | %      |
| inwoners                       | 3308   | 100    | 1662    | 50,2    | 1646   | 49,8   |
| bevolkingsdichtheid (inw./km²) | 50,2   | 50,2   | 25,2    | 25,2    | 25     | 25     |

In 2002 bedroeg het gemiddelde inkomen per inwoner 1328,72 zł.

## Administratieve plaatsen (sołectwo)
Chełmica, Chlebice, Cielmów, Czerna, Drzeniów, Grabów, Gręzawa, Jagłowice, Łazy, Matuszowice, Nowa Rola, Świbinki, Tuplice.
Zonder de status sołectwo : Grabówek.

## Aangrenzende gemeenten
Brody, Jasień, Lipinki Łużyckie, Lubsko, Trzebiel
- Virtual International Authority File: 315946231